# دزلی (سروآباد)
دزلی (سروآباد)، روستایی از توابع بخش مرکزی شهرستان سروآباد در استان کردستان ایران است.

## جمعیت
این روستا در دهستان دزلی قرار دارد و براساس سرشماری مرکز آمار ایران در سال ۱۳۹۰، جمعیت آن ۳٬۳۴۶ نفر (۹۵۰خانوار) بوده‌ است.